# Stephanie Hemphill
Stephanie Hemphill (Naperville, Illinois) és una autora estatunidenca de llibres de ficció juvenil. Ha viscut a Los Angeles i Chicago.

## Biografia
Hemphill va créixer a Chicago i començà escrivint de ben jove, com a part del programa extraescolar Young Authors. Hemphill publicà poesia per a adults inicialment, però sempre havia volgut escriure per a xiquets. Eventualment, va anar a unes classes de la Universitat de Califòrnia a Los Angeles (UCLA) sobre escriure poesia per a nens i la classe la va inspirar per a escriure la seua primera novel·la.

## Obra
La primera novel·la de Stephanie Hemphill, Things Left Unsaid: A Novel in Poems (2005), és una ficció realista que tracta sobre una amistat entre dos xiques que alterna entre la toxicitat i una relació sana. La caracterització de les protagonistes va ser considerada excel·lent i el ritme de la història fou lloada per la School Library Journal. La manera que escriví Hemphill Things Left Unsaid, segons Sara K. Day, permet a qui la llig convertir-se en confident del narrador, com si també fora una amistat. Things Left Unsaid guanyà el Myra Cohn Livingston Award l'any 2006.
Hemphill guanyà el 2008 el premi Printz Honor pel seu llibre, Your Own, Sylvia, una novel·la en vers sobre la poetessa, Sylvia Plath. Treballant en aquesta obra, Your Own, Sylvia, Hemphill compartí que aquesta novel·la es trobà amb diversos desafiaments, un dels quals era sobreviure al "guantellet censuradora de l'herència de Plath," però gaudí escrivint sobre ella perquè l'estimava com artista. Hemphill també sentí una amistat cap a Plath durant el temps de l'escriptura, car el seu matrimoni estava arribant a una fi i estava patint estar treballant en excès i una depressió. També treballà d'una manera similar a Plath, escrivint poesia cada dia, escrivint un diari i també escrivint a sa mare, com Plath solia fet. Chicago Tribune ressenyà Your Own, Syliva, de la qual digué que la novel·la "rarament hi ha una mescla exitosa i notable de forma i subjecte literaris." Your Own, Sylvia també guanyà el premi Myra Cohn Livingston Award en 2008.
La novel·la publicada el 2010, Wicked Girls, és una novel·la històrica escrita en vers lliure sobre el judici a les bruixes de Salem. Wicked Girls fou una obra finalista del premi de l'edició 2010 L.A. Times Book Prize. The Horn Book Magazine va destacar de les seues novel·les en vers aquesta obra, diguent que la poesia de la seua obra de 2012, Sisters of Glass, era "elegant." En 2013 ella va escriure Hideous Love, la qual també estava escrita en vers lliure i tracta sobre l'escriptora Mary Shelley. Hideous Love fou considerada per Karen (novembre 2013) fidel a la història de la vida de Shelley, destacant el imaginar-se les dificultats de viure sota les situacions de l'amor lliure i "els compromisos que la cultura requeria d'una dona del geni durant el període històric."
Mentre que les novel·les de Hemphill reberen moltes felicitacions de diverses fonts, altres han sigut més crítics en un sentit negatiu. Crítics de The Lion and the Unicorn considerarn el verse en Your Own, Sylvia "doggerel."